# 热障涂层

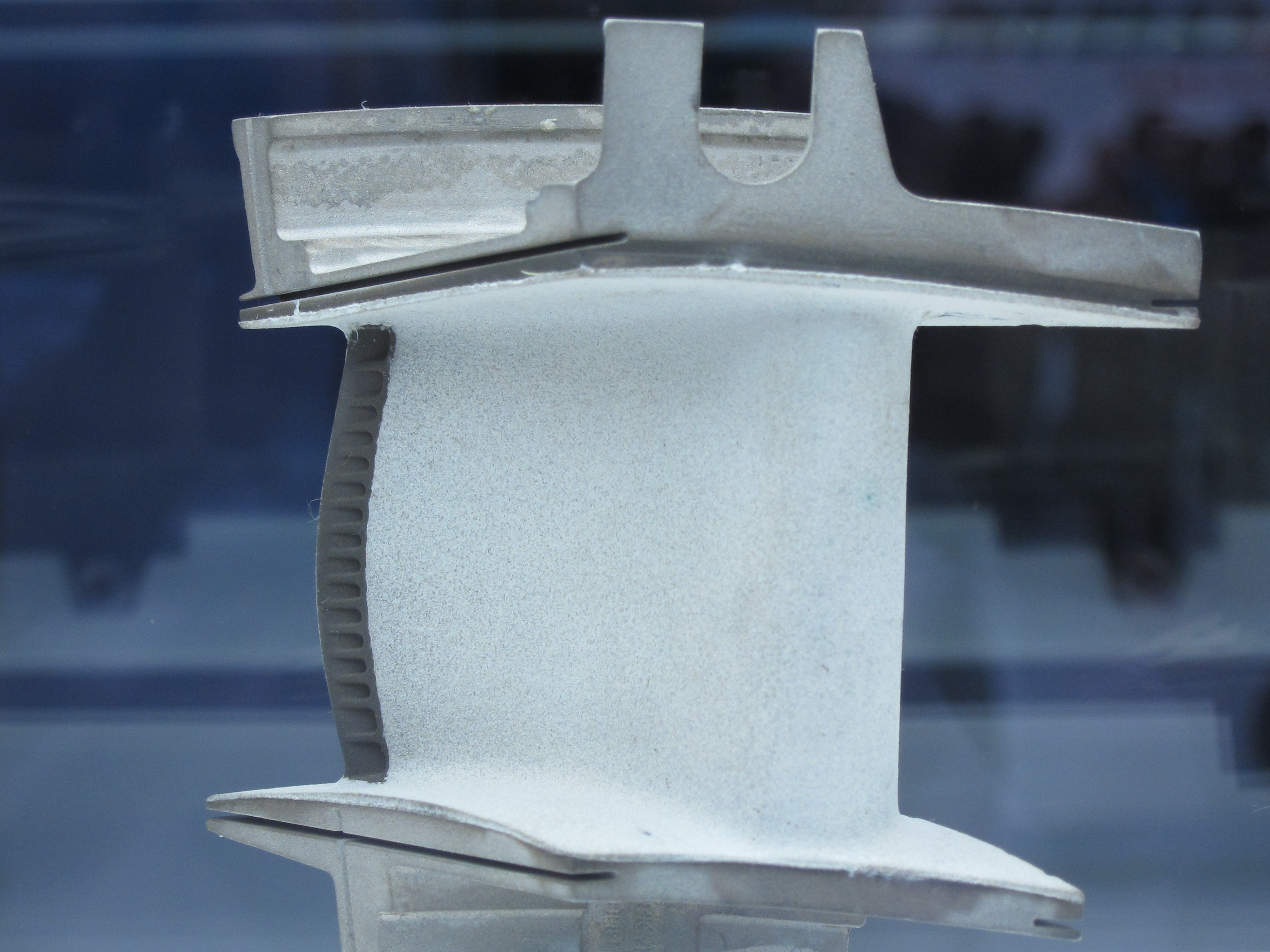
在一副國際航空發動機V2500渦輪發動機的導向葉片上的熱障塗層（白色表面）。

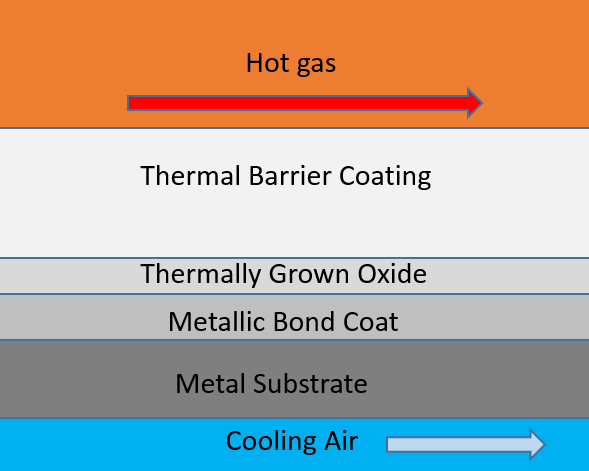
熱障塗層及其他表層。

热障涂层（Thermal Barrier Coating，TBC）是一种高级的材料，一般用在金属制品的表面，例如燃气轮机以及发动机零件，常常在超高温环境下工作，可以被看做是余热管理的一种。热障涂层通过把合金隔离开其工作附近的超高温热源，使得系统整体的性能得到改善，这样就使得结构部件的热疲劳和抗氧化性能得到改善。

## 使用领域
目前多使用在航天，航空，发电,汽车等工业领域。